# Mangaka
Een mangaka (Japans: 漫画家, manga-ka) is een schrijver en tekenaar van een 'manga' (het woord dat in Japan voor een stripboek wordt gebruikt).
'Manga-ka' betekent letterlijk tekenaar/kunstenaar van manga, waarin -ka staat voor tekenaar of kunstenaar.

## Bekende mangaka
- Mitsuru Adachi (あだち充)
- Ken Akamatsu (赤松 健)
- Gosho Aoyama (青山 剛昌)
- Hirohiko Araki (荒木 飛呂彦)
- Kia Asamiya (麻宮 騎亜)
- Kiyohiko Azuma (あずま きよひこ)
- CLAMP
- Fujio Fujiko (藤子 不二雄) - een duo, bestaande uit:
  - Fujiko F. Fujio (藤子・F・不二雄)
  - Fujiko A. Fujio (藤子 不二雄A)
- Toru Fujisawa (藤沢 とおる)
- Kosuke Fujishima (藤島 康介)
- Tsukasa Hojo (北条司)
- Yukinobu Hoshino (星野 之宣)
- Riyoko Ikeda (池田 理代子)
- Takehiko Inoue (井上 雄彦)
- Shotaro Ishinomori (石ノ森 章太郎)
- Junji Ito (伊藤 潤二)
- Masakazu Katsura (桂 正和)
- Kaiji Kawaguchi (かわぐち かいじ)
- Masashi Kishimoto (岸本斉史)
- Satoshi Kon (今 敏)
- Tite Kubo
- Hiro Mashima
- Hayao Miyazaki (宮崎 駿)
- Aoi Nanase
- Eiichiro Oda (尾田 栄一郎)
- Katsuhiro Otomo (大友 克洋)
- Masamune Shirow (士郎 正宗)
- Rumiko Takahashi (高橋 留美子)
- Natsuki Takaya (高屋 奈月)
- Naoko Takeuchi (武内 直子)
- Buichi Terasawa (寺沢 武一)
- Osamu Tezuka (手塚 治虫)
- Yana Toboso (枢 やな)
- Akira Toriyama (鳥山 明)
- Kazuo Umezu (楳図 かずお)
- Ai Yazawa (矢沢 あい)
- Mitsuteru Yokoyama (横山 光輝)
- Akimi Yoshida (吉田 秋生)